# Thân vương quốc Nassau-Orange-Fulda
Thân vương quốc Nassau-Orange-Fulda (tiếng Đức: Fürstentum Nassau-Oranien-Fulda), đôi khi còn được gọi là Thân vương quốc Fulda và Corvey, nó là một thân vương quốc thuộc Đế chế La Mã Thần thánh, tồn tại trong một thời gian ngắn từ năm 1803-1806. 
Thân vương quốc này được thành lập thông qua thoả thuận giữa Đệ nhất Tổng tài Napoleon Bonaparte của Đệ Nhất Cộng hòa Pháp với người đứng đầu Nhà Oranje-Nassau khi gia tộc này đồng ý từ bỏ vị trí stadtholder ở Hà Lan sau khi Cách mạng Batavia thành công vào năm 1795, dẫn đến thành lập Cộng hòa Batavia - một nhà nước vệ tinh của Pháp. Lãnh thổ mà Napoleon bồi thường bao gồm Thành bang đế chế tự do Dortmund, Tu viện vương quyền Corvey và Tu viện vương quyền Fulda. Mọi thoả thuận giữa các bên được hợp thức hoá thông qua Hiệp ước Amiens.
Vì nhà cai trị của Nassau-Orange-Fulda là Thân vương Willem Frederik từ chối tham gia việc thành lập Liên bang Rhein của Napoleon nên các lãnh thổ của ông dần dần bị mất và sáp nhập vào các đồng minh của Đệ Nhất Đế chế Pháp. Ngày 27/10/1806, quân Pháp chiếm đóng Fulda, lãnh thổ cuối cùng và dẫn đến Thân vương quốc Nassau-Orange-Fulda chấm dứt tồn tại.